# Hortophora viridis
Hortophora viridis es una especie de araña araneomorfa del género Hortophora, familia Araneidae. Fue descrita científicamente por Keyserling en 1865.
Habita en Samoa.